# Brandstempel
In 1901 werden in het postkantoor van Den Haag proeven genomen met een brandstempel. Het stempel werd boven een petroleumvlam verhit waarna de poststukken werden gestempeld. Het resultaat was dat de stempelafdruk in het papier werd geschroeid. Bij briefkaarten voldeed dit redelijk, bij brieven gebeurde het regelmatig dat behalve de postzegel ook de envelop en de inhoud verschroeide. Ook is het meermalen gebeurd dat het poststuk vlam vatte. Na een paar maanden werd de proefneming gestaakt. Het brandstempel is echter zo vaak gebruikt, dat je regelmatig postzegels of poststukken met een brandstempel in een verzameling kunt aantreffen.